# NGC 1045
NGC 1045 je galaksija u zviježđu Kit.

## Vanjske poveznice
- SEDS: NGC 1045